# 奈良県立医科大学附属病院
公立大学法人 奈良県立医科大学附属病院（こうりつだいがくほうじん ならけんりついかだいがくふぞくびょういん）は、奈良県橿原市四条町840番地にある公立大学法人奈良県立医科大学の附属大学病院である。奈良県災害拠点病院に指定されており、すぐ西隣を通る近鉄橿原線上に新駅の設置が予定されている。

## 沿革
- 1945年（昭和20年）4月 - 奈良県立医学専門学校附属病院開設
- 1947年（昭和22年）7月 - 奈良県立医科大学附属病院に名称変更
- 1996年（平成8年）11月 - 災害拠点病院（基幹災害医療センター）の指定を受ける
- 1997年（平成9年）4月 - 救命救急センター設置
- 2022年（令和4年）7月8日 - 奈良市で選挙演説中に銃撃された安倍晋三元首相が当院に緊急搬送され、救命治療が行われたが、同日夕方に死亡した[1]。

## 診療科
- 内科
- 呼吸器科
- 消化器科
- 循環器科
- 小児科
- 精神科
- 神経内科
- 外科
- 整形外科
- 形成外科
- 脳神経外科
- 呼吸器外科
- 心臓血管外科
- 小児外科
- 産婦人科
- 眼科
- 耳鼻咽喉科
- 皮膚科
- 泌尿器科
- 放射線科
- 麻酔科
- 歯科
- 口腔外科
- 総合診療科
- リウマチセンター

## 医療機関の指定・認定
（下表の出典）
| 保険医療機関                                                               | 第一種感染症指定医療機関・第二種感染症指定医療機関   |
| 労災保険指定医療機関                                                       | 特定機能病院                                         |
| 指定自立支援医療機関（更生医療）                                           | 高度救命救急センター                                 |
| 指定自立支援医療機関（育成医療）                                           | 臨床研修病院（基幹型）                               |
| 指定自立支援医療機関（精神通院医療）                                       | がん診療連携拠点病院（都道府県がん診療連携拠点病院） |
| 身体障害者福祉法指定医の配置されている医療機関                             | エイズ治療拠点病院（中核）                           |
| 精神保健及び精神障害者福祉に関する法律に基づく指定病院又は応急入院指定病院 | 肝疾患診療連携拠点病院                               |
| 精神保健指定医の配置されている医療機関                                     | DPC対象病院                                          |
| 生活保護法指定医療機関                                                     | 精神科救急病院                                       |

- 災害拠点病院（基幹）[6]
- がんゲノム医療連携病院[3]
- 認知症疾患医療センター（基幹型）[3]
- 総合周産期母子医療センター[7]
- 公益財団法人日本医療機能評価機構認定病院[8]
- このほか、各種法令による指定・認定病院であるとともに、各学会の認定施設でもある。

## 周辺の施設
- 奈良県立医科大学：現状の大学施設の老朽化・狭隘化に対応する為、2025年度中に現在地より南西の旧奈良県農業研究開発センター敷地に移転が予定されている[9][10]。現大学施設が移転した跡地には新病棟と立体駐車場を建設予定。
- 橿原警察署
- 平成記念病院
- 平尾病院
- 奈良県看護研修センター
- かしはら万葉ホール

## 交通アクセス
- JR桜井線「畝傍駅」より徒歩約10分[11]
- 近鉄大阪線・近鉄橿原線「大和八木駅」より徒歩約15分又は橿原市コミュニティバスで「奈良医大病院」停留所下車又は奈良交通路線バスで「医大病院前」停留所下車[11]
- 近鉄橿原線「八木西口駅」より徒歩約8分[11]